# Euryproctus japonicus
Euryproctus japonicus är en stekelart som först beskrevs av William Harris Ashmead 1906.  Euryproctus japonicus ingår i släktet Euryproctus och familjen brokparasitsteklar. Inga underarter finns listade i Catalogue of Life.